# Giovanni Francia
Giovanni Francia (San Germano Chisone, 15 luglio 1911 – Genova, 25 aprile 1980) è stato un matematico e fisico italiano, pioniere degli studi sull'energia solare.

## Biografia
Dopo gli studi secondari compiuti a Torino, si iscrisse alla Facoltà di Ingegneria del Politecnico di Torino, quindi passò alla Facoltà di Scienze dell'Università di Torino, laureandosi prima in fisica nel 1934, quindi in matematica nel 1937. Dal 1934 fu assistente volontario al Politecnico di Torino e, nel 1940, passò, come assistente incaricato, all'Istituto di Meccanica Applicata alle Macchine della Facoltà di Ingegneria dell'Università di Genova. Al contempo, svolse a Genova attività privata di progettista e consulente tecnico, depositando diversi brevetti a partire dal 1955.
Nel 1973 iniziò a collaborare con la società industriale Ansaldo sulla produzione energetica e la relativa tecnologia industriale, con particolare attenzione al settore dell'energia solare e delle sue possibili applicazioni industriali, campo in cui iniziò ad interessarsi, con studi e ricerche, fin dai primi anni '60. I suoi pionieristici ed innovativi studi, lo condussero alla progettazione e costruzione delle prime centrali solari termoelettriche in Italia, con impianti basati sulla concentrazione solare sia lineare che con ricevitore puntuale o centrale. Il suo primo impianto di tipo lineare fu costruito nel 1964 a Genova e installato all'Università di Marsiglia, mentre, l'anno dopo, seguì la costruzione della stazione solare di Sant'Ilario, in cui vennero installati sistemi di concentrazione solare con ricevitore centrale a "torre Fresnel", primo modello al mondo di centrale solare termoelettrica. La sua ultima opera fu la realizzazione della centrale solare Eurelios di Adrano, iniziata nel 1977 e terminata nel 1980, anno della sua scomparsa.